# Wawa (chanteur)
Wawa, pseudonyme de Andrihamahazo Joel Issoubaly, né le 12 décembre 1982 à Nosy-Be, est un  auteur-compositeur-interprète malgache surnommé « le prince du Salegy ».

## Biographie
Né le 12 décembre 1982 à Nosy-Be, Wawa, fils de menuisier, commence dès l'âge de 11 ans une carrière musicale en tant que batteur au sein du groupe familial « Star boys ».
A 16 ans, il est engagé comme batteur dans le groupe Jaguar II, qu'il accompagne jusqu’en 2003. Entre-temps, il sort un premier album intitulé « Eh Makoalahy » (2001). Fin 2003, il se lance en tant que chanteur avec l’album « Sômasômahely ». « Eh makoalahy », un nouvel album, sort en 2004,.
Wawa est l'initiateur du " festival sômarôho", un festival qui a débuté en 2014, le but premier de la fête était de célèbrer l'anniversaire du groupe wawa.Sômarôho signifie "vivre la vie en toute liberté sans déranger celle des autres", c'est un évènement musical et festif qui se tient tous les ans à Nosy Be,. Le Sômarôho est conçu pour promouvoir la musique , la culture et les artistes malgache, donner un coup de pouce à l'économie et au tourisme local  .
Le 4 Août 2022Joël Issoubaly Andriamahazo a été doublement décoré par le ministère de la culture et de la communication en commandeur de l'ordre national Malgache et commandeur de l'ordre des arts , des lettres et de la culture.

## Discographie
- 2003 : Sômasômahely
- 2001 : Eh Makoalahy